# Badbchad
Badbchad – legendarny zwierzchni król Irlandii z dynastii Milezjan (linia Eremona) w roku 283 p.n.e. Drugi syn Eochaida Buadacha („Zwycięskiego”), syna Duacha II Ladgracha, zwierzchniego króla Irlandii. 
Są rozbieżności w źródłach średniowiecznych, co do jego osoby. Według pierwszorzędnych Roczników Czterech Mistrzów objął zwierzchni tron irlandzki w wyniku zabójstwa swego starszego brata Ugaine’a Mora („Wielkiego”) na Tealach-an-chosgair („Wzgórzu Zwycięstwa”) w Magh-Muireadha na terenie Bregi. Rządził bardzo krótko, przez półtora dnia, gdy został zabity z ręki bratanka Loegaire’a Lorca, który w ten sposób zemścił się za śmierć ojca oraz objął zwierzchnią władzę nad Irlandią. Zaś Księga najazdów Irlandii („Lebor Gabála Érenn”) podała, że Badbhad nie objął zwierzchniego tronu, lecz jego bratanek.